# Cis ephippiatus
Cis ephippiatus là một loài bọ cánh cứng trong họ Ciidae. Loài này được Mannerheim miêu tả khoa học năm 1853.